# Danske Statsbaner
 (janvier 2013).
Si vous disposez d'ouvrages ou d'articles de référence ou si vous connaissez des sites web de qualité traitant du thème abordé ici, merci de compléter l'article en donnant les références utiles à sa vérifiabilité et en les liant à la section « Notes et références ».
Pour les articles homonymes, voir DSB.

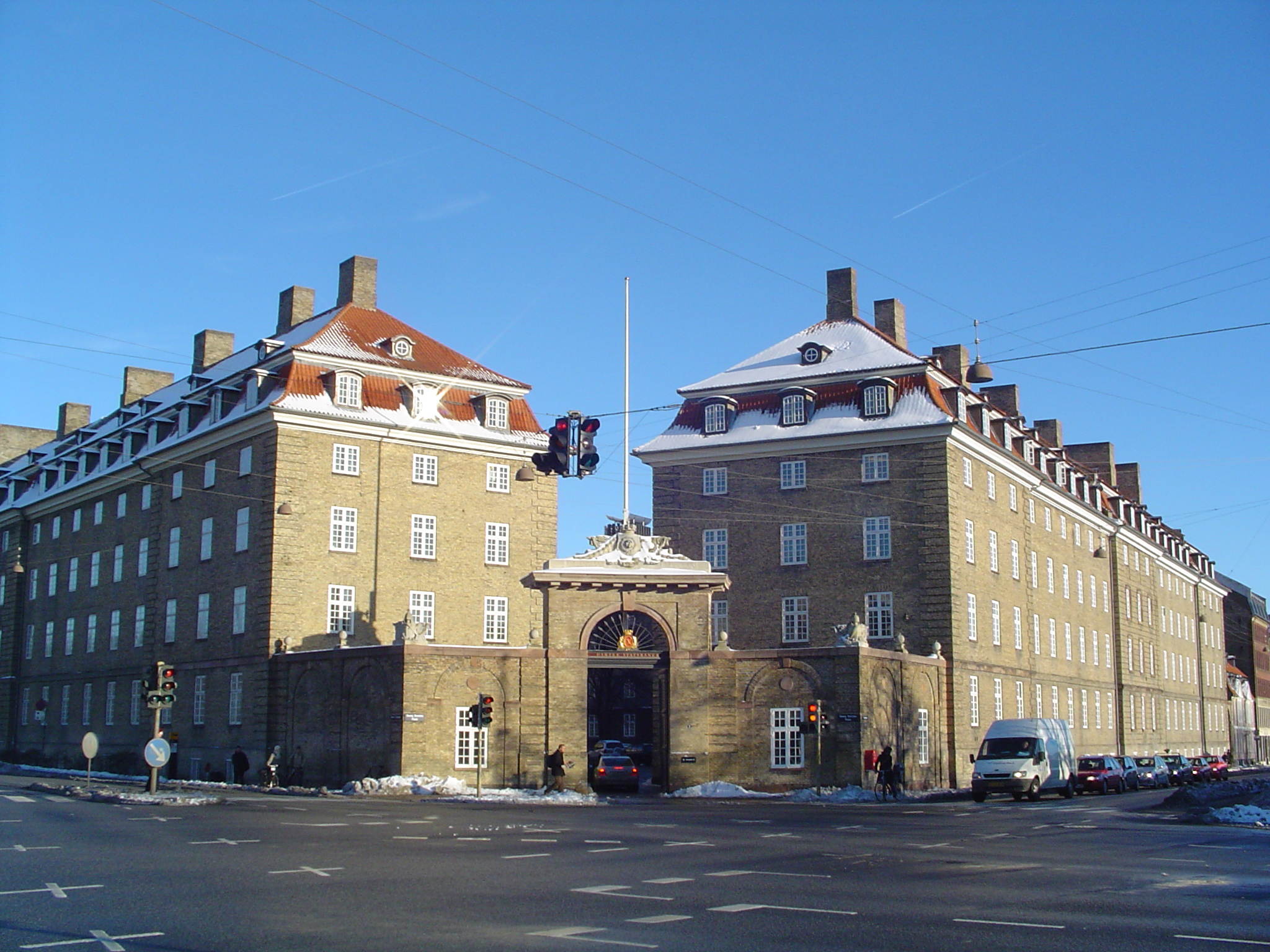
Ancien Siège social de DSB, à Copenhague

Danske Statsbaner (DSB) est une entreprise ferroviaire publique au Danemark chargée de l'exploitation de services de transport de voyageurs sur la plus grande partie du réseau ferré danois. Depuis 1997, cette entreprise est distincte du gestionnaire d'infrastructure ferroviaire principal au Danemark, Banedanmark.

## Histoire
DSB a été créé en 1885 par la fusion des chemins de fer de Zeeland (entreprise de l'État) et de la compagnie de Funen et Jutland. 
Le 1er janvier 1999, les DSB ont été réorganisés en quatre divisions :
- DSB Intercity (Trafic de voyageurs grandes lignes)
- DSB Regio (Trains régionaux)
- DSB S Tog (Services de banlieue dans l'agglomération de Copenhague et dans sa périphérie)
- DSB Gods (transports de marchandises)

Dans les services voyageurs, les DSB sont concurrencés notamment par Arriva, entreprise ferroviaire britannique. Les services de transport de marchandises, assurés précédemment par DSB Gods, ont été repris le 1er janvier 2001 par une filiale de la Deutsche Bahn, Railion.

## Identité visuelle

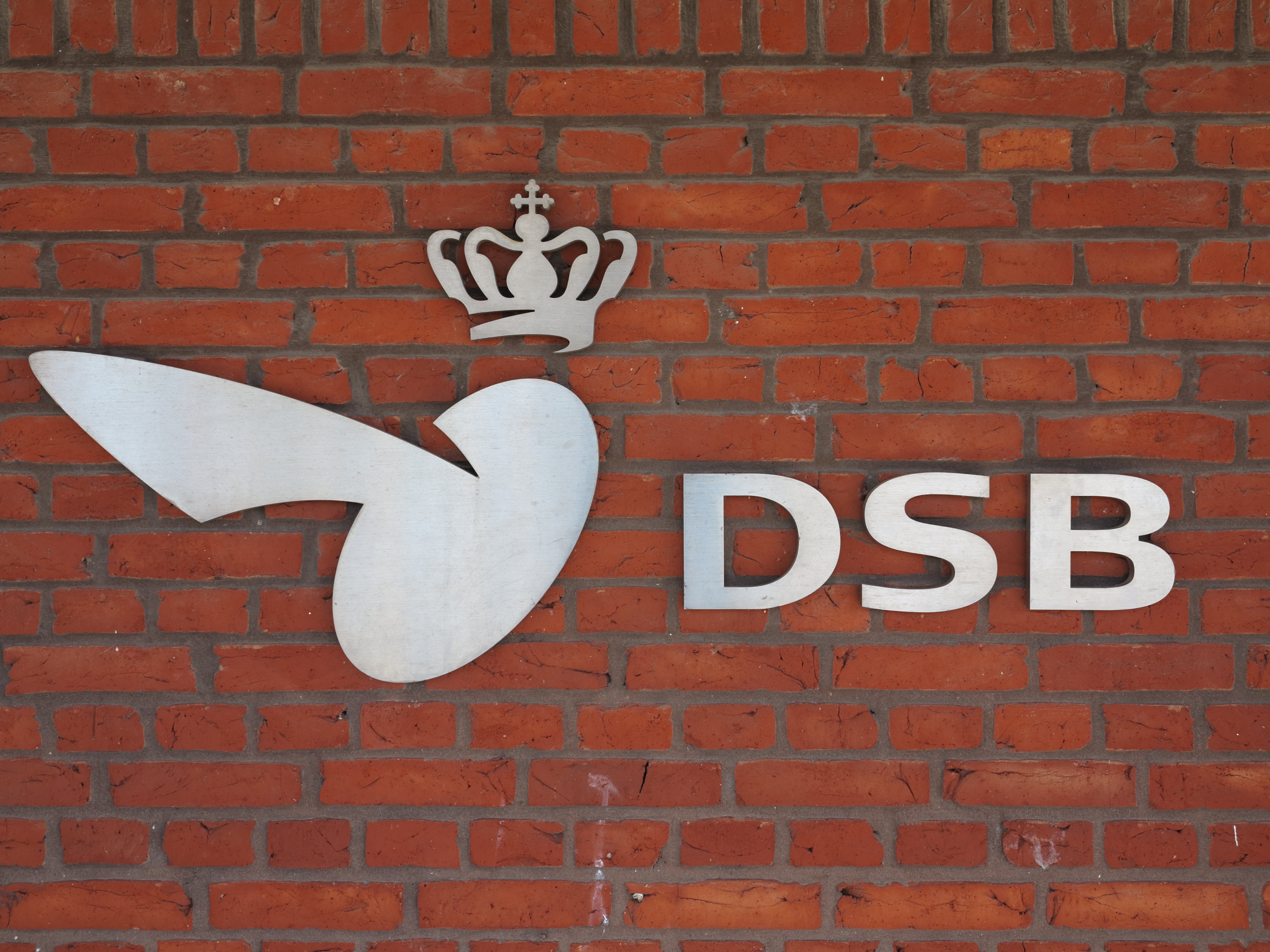
Ancien logo de DSB du 30 avril 1998 à 10 septembre 2014.
Logo de DSB depuis 11 septembre 2014.